# HC Martigny
Der HC Martigny war ein Schweizer Eishockeyklub aus Martigny.

## Geschichte
Der Verein wurde 1939 gegründet. Zu den Gründungsmitgliedern gehörte der damals erst vierzehnjährige spätere Nationalspieler Oscar Mudry. In den folgenden Jahren, war der Verein häufig in den unterklassigen Ligen aktiv, stieg jedoch mehrmals in die zweithöchste Spielklasse, die Nationalliga B, auf. Dort konnte sich der Klub allerdings nicht dauerhaft etablieren. Die Unterwalliser, welche in den 1990er-Jahren unter dem impulsiven Präsidenten René Grand mit hohem Budget an der NLB-Spitze mitspielten, zogen sich 1999 als Tabellenletzter in der Abstiegsrunde in die 1. (Amateur) Liga zurück.
Ohne Präsident Grand, aber mit neuer Führung und altem Namen nach der zwischenzeitlichen Bezeichnung HC Octodure kehrte der HC Martigny zur Saison 2005/06 in die NLB zurück. Dabei profitierte Martigny vom Aufstiegsverzicht der Gewinner der Finalrunde um den Amateurmeistertitel EHC Dübendorf und SC Unterseen-Interlaken.
Martigny schloss die reguläre Spielzeit 2005/06 in der Nationalliga B mit dem elften und letzten Rang ab, blieb wegen des Rückzuges des Forward Morges HC aber zweitklassig. Der Verein verpflichtete für die folgende NLB-Saison den Stürmer Jewgeni Koreschkow, der bei den Olympischen Winterspielen 2006 mit sieben Punkten (5 Tore) der beste Scorer der kasachischen Nationalmannschaft war. Vor Koreschkow hatte bei Martigny mit Grigorijs Panteljew (Lettland) bereits ein anderer Olympiateilnehmer für 2006/07 unterschrieben.
Fribourg-Gottéron und der HC Martigny, die beiden Schlusslichter der NLA- beziehungsweise NLB-Saison 2005/06, gingen im Sommer 2006 eine Partnerschaft ein. Hierbei verfolgte Fribourg die Absicht, die Elite-Junioren in einer Zwischensaison in der NLB zu fördern. Auch die Fortführung der Partnerschaft der Fribourger mit dem HC La Chaux-de-Fonds war vorgesehen.
Nach der Saison 2007/08 beschloss die Generalversammlung des Klubs den Rückzug aus der NLB, sodass diese in der Spielzeit 2008/09 nur mit elf Mannschaften startete.
2008 fusionierte der HC Martigny mit dem HC Verbier Val-de-Bagnes zum HC Red Ice Martigny-Verbier-Entremont. Mit dem Gewinn des Amateurmeistertitels 2012, stieg die Mannschaft in die NLB auf.